# دونوفان كوش
دونوفان كوش (11 أكتوبر 1976 في جنوب أفريقيا - ) (بالإنجليزية: Donovan Koch)‏ هو لاعب كريكت جنوب أفريقي.

## وصلات خارجية
- دونوفان كوش على موقع إي آس بي آن كريك إنفو (الإنجليزية)